# Stethaulax
Stethaulax is een geslacht van wantsen uit de familie van de Scutelleridae (Pantserwantsen). Het geslacht werd voor het eerst wetenschappelijk beschreven door Ernst Evald Bergroth in 1891.

## Soorten
Het genus bevat de volgende soorten:

- Stethaulax marmorata (Say, 1832)
- Stethaulax simulans (Uhler, 1876)